# Adri López
Adrián López Garrote (Barcelona, 9 de enero de 1999) es un futbolista español que juega como portero para el CD Arenteiro de la Primera Federación.

## Trayectoria
Nacido en Barcelona, se une al fútbol base del RCD Espanyol en 2017 procedente de la UD Vista Alegre, logrando debutar con el filial el 30 de septiembre de 2018 al partir como titular en una victoria por 2-0 frente a la SD Ejea en la Segunda División B. Tras consolidarse como el portero titular en su segunda temporada, el 5 de septiembre de 2020 se oficializa su cesión al Hércules CF de la misma categoría.
El 22 de julio de 2021 rescindió su contrato con el RCD Espanyol y firma en propiedad por el propio Hércules CF dos días después. El 6 de julio de 2022 se marcha al Granada CF para jugar en su filial en la Segunda Federación, logrando debutar con el primer equipo el siguiente 13 de noviembre en una victoria por 3-2 frente al Yeclano Deportivo en la Copa del Rey. Su debut profesional llega 14 días después cuando sustituye en la primera mitad al delantero Jorge Molina en una derrota por 1-0 frente al CD Leganés en la Segunda División, después de que el portero titular Raúl Fernández fuera expulsado.

## Clubes
Actualizado al último partido disputado el 24 de mayo de 2025.
| Club               | País   | Año       | Partidos |
| ------------------ | ------ | --------- | -------- |
| RCD Espanyol "B"   | España | 2018-2021 | 34       |
| Hércules CF        | España | 2020-2022 | 28       |
| Recreativo Granada | España | 2022-2024 | 22       |
| Granada CF         | España | 2022-2024 | 5        |
| CD Arenteiro       | España | 2025-     | 3        |